# Luisa Bergalli
Luisa Bergalli, née le 15 avril 1703 et morte le 18 juillet 1779 à Venise, est une poétesse et femme de lettres italienne.

## Biographie
Luisa Bergalli nait à Venise le 15 avril 1703. Elle montre une disposition rare pour le dessin et la peinture, où elle a pour maîtresse Rosalba Carriera, pour la littérature, la philosophie et les langues. Luisa apprend le français de son père, le latin, du p. Antonio Alberghetti, et c'est en l’étudiant qu’elle traduit les comédies de Térence. Ayant senti un goût particulier pour la poésie dramatique, elle reçoit les conseils et les leçons d’Apostolo Zeno, qui est alors poeta cesareo (poète impérial), attaché à la cour de Vienne. Quand les premiers ouvrages de Luisa Bergalli l’aient fait connaître, on lui propose des places honorables et lucratives à Rome, en Pologne, en Espagne, à Milan : elle ne veut pas quitter Venise, sa patrie, et continue de s’y livrer à ses travaux littéraires. En 1738, à trente-cinq ans, elle épouse le comte Gasparo Gozzi, noble vénitien, connu dans la littérature italienne par ses comédies et par d’autres ouvrages. Luisa Bergalli meurt à Venise le 18 juillet 1779.

## Œuvres
- Agide re di Sparta, drame en musique, Venise, 1725, in-12.
- La Teba, tragédie, Venise, 1758, in-8°.
- L’Elenia, drame en musique, Venise, 1750, in-12.
- Le Avventure del poeta, comédie, Venise, 1730, in-8°.
- Elettra, tragédie, Venise, 1745, in-12.
- La Bradamante, drame en musique, Venise, 1747, in-12. (Madame du Boccage donna un extrait de cette pièce dans le Journal étranger, mars 1757.)
- Le Commedie di Terenzio tradotte in versi sciolti, Venise, 1735, in-8°.
- Des traductions en prose italienne des tragédies de Racine, Venise, 1736 et 1737, 2 vol. in-12; du Jonathas, de l’Àbsalon de Duché, et des Machabées de La Motte, Venise, 1751 , in-8°.
- Une traduction, en vers martelliens, des Amazones de madame du Boccage, avec le texte français, Venise, 1756, in-8°, édition ornée du portrait de madame du Boccage et de celui de la comtesse Bergalli.
- On lui doit de plus un recueil intéressant, intitulé : Componimenti poetici delle più illustri rimatrici d’ogni secolo, raccolti da Luisa Bergalli, etc., Venise, 1726, in-12, et un grand nombre de ces recueils pour des mariages, pour des élections ou promotions à différentes charges, pour des prises de voile, etc., qui étaient en grand usage de son temps, et dans lesquels, quoiqu’elle parût ne faire que publier des morceaux de différents poètes, on sait que la plus grande partie était de sa composition.